# Lite-Trac
Lite-Trac (произносится Лайт-Трак, Lite-Trac) — британская машиностроительная компания, выпускающая сельскохозяйственную технику. Компания зарегистрирована в Англии и находится в Питерборо.
Имя Lite-Trac происходит от "lite tractor" (лёгкий трактор), так как дизайн шасси позволяет очень тяжелым тракторам от этой компании иметь минимальный импакт на землю.
Lite-Trac выпускает тракторы, самоходные опрыскиватели, самоходные разбрасыватели удобрений, разбрасыватели гранулированных удобрений и другую сельскохозяйственную технику. Производитель крупнейших четырёхколесных самоходных опрыскивателей в Европе.

## История
Первые прототипы были произведены в 2004 году. В 2008 году предприятие получило статус компании.

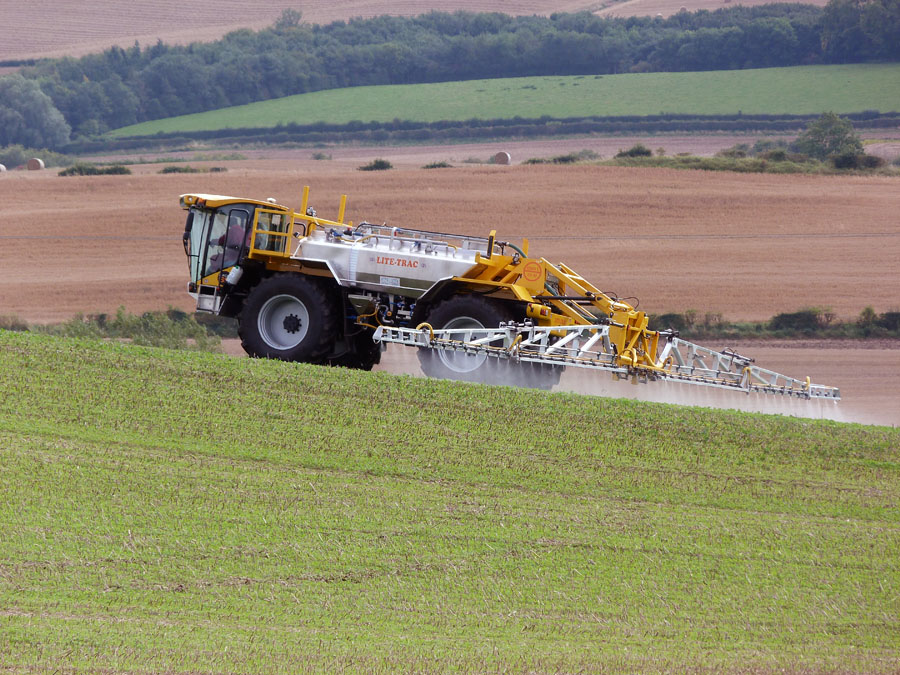
Небольшой Lite-Trac опрыскиватель на SS2400 тракторе

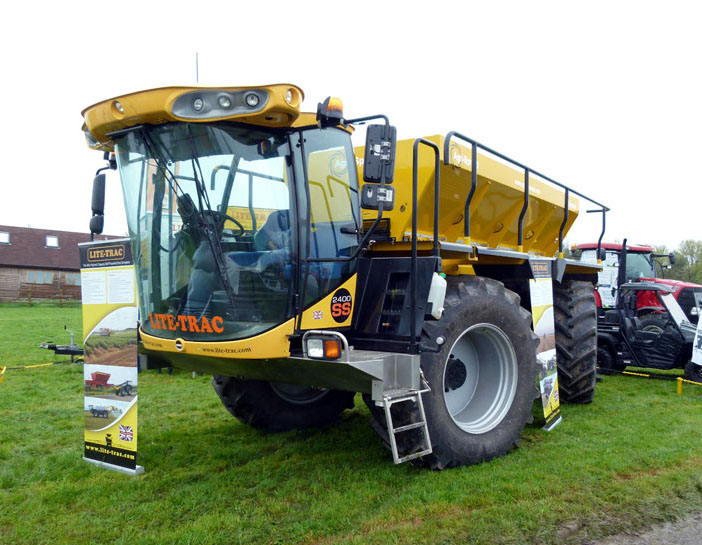
Lite-Trac Agri-Spread самоходный разбрасыватель удобрений на агрикультурном шоу, Англия

## Техника
Lite-Trac выпускает разные виды сельскохозяйственной техники для ухода за посевами и внесения удобрений.

### Самоходные опрыскиватели
"When it comes to self-propelled sprayers, there is big and bigger. Then we come to the Lite Trac." 
 "Самоходные опрыскиватели, - существуют большие и ещё больше. И потом существует Лайт Трак." — Arable Focus, Farmers Guardian
Lite-Trac поставляет опрыскиватели с алюминиевыми штангами шириной до 48 метров и стальными цистернами в пределах 8000 литров. Это делает Lite-Trac производителем крупнейших четырёхколесных самоходных опрыскивателей в Европе.
В отличие от других опрыскивателей, машины от Lite-Trac прекрасно справляются с работой на для этой техники высоких скоростях. Гидравлически складываемые штанги так же имеют автоматическую регулировку высоты. Кондиционированная кабина с панорамным обзором отлично оборудована.
Lite-Trac выпускает машины на заказ.

## Статьи
- Lamma '10: Covering the miles as well as the crops is crucial for contractor Farmers Guardian. 5 January 2010.
- Harvest Highlights Photos 2010 Farmers Weekly ispace. 2010.
- View from the H-edge Farmers Weekly ispace. 2010.
- Sprayers who’s who (недоступная ссылка) Sygenta AG. March 2011.
- Extending sprayer capabilities Farmers Weekly. 2 June 2011.